# Likurg
Likurg (grško Λυκοῦργος, latinizirano: Lykoûrgos, starogrško lykôrɡos, 900 - 800 pr. n. št., Šparta) špartanski zakonodajalec, ki je vzpostavil vojno ureditev špartanske družbe. Bil naj bi simbolični ustanovitelj špartanske države. 
Načela vseh njegovih reform so izvirala iz temeljnih vrlin špartanske družbe. To so bile: enakost (med polnopravnimi državljani), vojaška pripravljenost in strogost. Ni jasno, če je Likurg zares obstajal, a omenjali so ga številni antični zgodovinarji in filozofi, kot so Ksenofont, Plutarh, Platon, Epiktet, Herodot, Polibij. Mnogi verjamejo, da je bil prav on odgovoren za vzpostavitev vojaških in družbenih reform, ki so spremenile špartansko družbo v militarizirano velesilo. Najbolj prepoznavna med temi je bila Velika retra, ki predstavlja špartansko ustavo. Po legendi naj bi Likurg prepovedal zapisovanje ustave, zato naj bi bila le ustna.

## Življenje
Njegova življenjska zgodba je povzeta predvsem iz Plutarhovih Vzporednih življenjepisov, ki pa temeljijo na anekdotah, zato o obstoju Likurga ne moremo biti prepričani. Bil naj bi pobudnik številnih političnih in družbenih institucij.
Likurg naj bi dobil svojo politično moč, ko je umrl njegov starejši brat, ki je bil do takrat kralj. Ob bratovi smrti mu je njegova noseča žena predlagala, da se poročita in ob rojstvu ubijeta otroka. Tako naj bi skupaj obdržala svojo moč in vladala Šparti. Likurg se je pretvarjal, da se z njenim predlogom strinja, a nato dečka ob rojstvu ni ubil, kakršen je bil starogrški običaj. Novorejenega dečka je poimenoval in predstavil ljudstvu kot njihovega bodočega kralja. S tem je tudi pridobil pravico do vladanja Špartancem, kot varuh svojega nečaka (regent). Kraljeva mati je zato sovražila Likurga in mu zavidala. Bil je celo obtožen načrtovanja umora svojega nečaka in edini način, da se je izognil krivdi, je bil, da odšel v izgnastvo do nečakove polnoletnosti. Tako se je odrekel vsej svoji oblasti in odšel na Kreto.
Na Kreti je spoznal glasbenika in učitelja Talesa, ki ga je sčasoma prepričal, da se vrne v Šparto, svoje pesmi predstavi Špartancem in s tem prebivalce pripravi na nov način življenja, ki ga je nameraval Likurg predstaviti kasneje. Na Kreti se Likurg učil o oblikah vladanja in ugotavljal, katere izmed teh bi bile ustrezne za Šparto. Odpotoval je tudi v Jonijo, kjer je poiskal razlike med Jonci, ki so bili nagnjeni k uživanju, in prebivalci Krete, načela katerih so bila bolj stroga. Te razlike je predstavil Špartancem, ki jih je po eni strani prevzela disciplina prebivalcev Krete, po drugi strani pa svoboda prebivalcev Jonije. V Joniji je odkril tudi Homerjeva dela in poskrbel, da so njegovi nauki postali znani predvsem v Šparti.
Iz Egipta pa naj bi prinesel reforme, ki v družbi ločujejo delavce in vojake, in jih kasneje uvedel v Šparti.
Špartansko ljudstvo je pisalo Likurgu in ga prosilo, naj se vrne v Šparto, saj so ga dojemali kot svojega pravega voditelja, čeprav so kot kralji takrat vladali drugi. Imel naj bi izjemne vladarske sposobnosti, ljudstvo pa je znal navdihniti ter ga nagniti k ubogljivosti. Celo špartanski kralji so želeli Likurgovo vrnitev, saj so se le na ta način lahko obvarovali pred ljudstvom. Preden se je vrnil v Šparto je odšel k oraklju v Delfe, kjer mu je bilo razkrito, da so njegove molitve uslišane in da bo dežela, ki se bo ravnala po njegovih zakonih, postala najslavnejša na svetu. Pod vplivom te prerokbe se je odpravil v Šparto, kjer je dobil podporo svojih bližnjih prijateljev, nato še njihovih prijateljev in tako se je njihov krog širil. Ko so bili dokončno pripravljeni, se je trideset oboroženih mož zbralo na tržnici. Likurgov nečak, še vedno kralj, je sprva mislil, da ga hočejo umoriti. Skril se je v svetišče, a nato hitro ugotovil, da želijo doseči le splošno odobravanje Likurgovih nadaljnjih reform, zato se jim je pridružil tudi sam.

## Politične reforme
Likurg je postopoma začel uvajati temeljne spremembe zakonov po zgledih najpametnejših t. i. eforjev, petih špartanskih voditeljev izvoljenih za leto dni, ki so uveljavljali predvsem notranje politično izvršilno oblast. Prav tako izvoljena kralja sta imela bolj zunanje politična vojaška pooblastila.
Njegova prva reforma in novost v ustavi (Velika retra) je bila uvedba geruzije ali "sveta starešin", ki je vseboval oligarhijo 28 moških, starih čez 60 let, in 2 špartanska izvoljena kralja. Člani geruzije (razen kraljev) so bili izvoljeni in so ji služili do smrti, v praksi pa so pravzaprav rekrutirali iz vrha špartanske aristokracije povezanega z dvema vladarskima dinastijama Agijadov in Euripontidov. Ljudstvo je imelo pravico glasovati o pomembnih vprašanjih, toda šele geruzija je odločala, ali bo odločitev ljudstva sprejeta, ali ne. Po Plutarhu naj bi prinesla stabilnost v državo, ki se je prej ubadala s težavami sistemov dveh ekstremov: demokracije in tiranije. Vlada je postala stabilna in prevladalo je spoštovanje prebivalcev do vladarja ter obratno.
Poleg geruzije je Likurg uvedel tudi apelo ali "narodno skupščino", v kateri je imel pravico udeleževanja sestankov vsak državljan, ki je že dopolnil 30 let. Po Likurgu naj bi se apela sestala vsako polno luno nekje v Šparti. Izbirali so vojaške poveljnike, volili starešine in eforje ter predlagali spremembe v zakonih.
Plutarh je v svojih vzporednih življenjepisih Likurgu pripisal še vseobsežno prerazporeditev in izenačitev špartanske lastnine med prebivalci. Prav tako naj bi bil Likurg začetnik tako elitnega vladajočega vojaškega sloja spartijatov, "homomoijev", ki so jih imeli za povsem enake, med njimi pa ni bilo nobenih razlik v premoženju. Spartiati so bili edini polnopravni špartanski državljani in so se od mladih let urili v vojaški veščini. Premoženje znotraj spartrijatovse je distribuiralo. Ta radikalen način življenja je Špartance ločil od drugih Grkov tega časa.
Z novo zemljiško ureditvijo je Likurg spremenil Šparto. Lakonsko ozemlje je razdelil na 30.000 posesti in ga razdelil med periojke (svobodnjake), ozemlje mesta Šparte pa je razdelil med 9000 spartijatov. S tem je končal proteste ljudstva, češ da se je bogastvo nakopičilo v rokah peščice. Ukinil je zlat in srebrn denar in uvedel železnega, ker je imel precej manjšo vrednost in ni bil primeren za podkupovanje, krajo in skrivanje. Še bolj je udaril po razkošju in hlepenju po bogastvu z uvedbo skupnih obedov, kjer so vsi ljudje jedli skupaj. Ker so bogataši hodili k istemu obedu kot reveži, svojega bogastva niso mogli izrabljati in v njem uživati. Ker se je bal, da bi bivanje na tujem v Šparto prineslo kakršnekoli tuje navade, je le-to prepovedal. Prepovedal je tudi vstop tujcem v mesto brez razloga, ne zato, ker bi se jih bal, temveč zato, ker se je bal, da bi se Špartanci od njih naučili česa slabega in se pomehkokužili.
Likurg je prepovedal tudi uporabo kateregakoli drugega orodja kot žage in sekire pri grajenju hiše. S tem je Likurg, v skladu s prejšnjimi reformami, omejil razkošje Špartancev, saj jim je onemogočil pretirano in odvečno okraševanje sten in stropov. Prav tako je na ta način odvračal Špartance od okraševanja njihovih domov z materialnimi dobrinami, kot je na primer ekstravagantno pohištvo ali druge dekoracije.
Likurg nosi zasluge še za uvedbo špartanske vzgoje, ki jo je imel za najpomembnejšega zakonodajalca. Dekleta naj bi se utrdila s tekom, rokoborbo ter metanjem diska in kopja. Takrat golota deklet ni bila noben tabu. Oče ni mogel odločati o tem, ali bo vzgajal svojega otroka ali ne. To je bilo odvisno od rodovnih starešin, ki so pregledali dojenčka. Če je bil krepak, ga je moral obdržati in vzgajati, če so pa ocenili, da je slab, so ga prepustili zverem ali pa vrgli v prepad. Da bi bili majhni otroci čim močnejši, so jih vzgajali brez plenic, ki bi lahko slabo vplivale na njihovo postavo. Otroci niso smeli biti izbirčni, ni jih smelo biti strah teme in niso se smeli bati ostati sami. Kljub temu Likurg še vedno ni zaupal ljudem, da bi sami vzgajali svoje otroke, in zato jih je država pri sedmih letih pobrala ter jih vzgajala točno tako, kot je bilo zaželeno. Razdelili so jih v skupine, znotraj katerih so otroci skupaj jedli, se igrali in učili. Likurg je izbral najbolj bistrega in ognjevitega otroka ter ga postavil za vodjo skupine. Branja in pisanja so se učili bolj malo. V glavnem so jih učili poslušljivosti in ubogljivosti, prenašanja naporov in spopadanja. Bili so pobriti, hodili so bosi in večinoma goli. Ko so bili že malo starejši, so se začeli družiti s starejšimi mladeniči - erasti, starimi med dvajset in trideset let, ki so jih nadzorovali, gledali njihova merjenja moči in poslušali njihove besedne dvoboje. Na njih so erasti gledali kot na podrejene in so jih redno opominjali in kaznovali. Mladeniče so tudi učili krasti in če so jih pri kraji dobili, so bili kaznovani, ker so bili nesposobni lopovi. Učili so jih tudi kratkega, jedrnatega in polnega odgovarjanja na zahtevna vprašanja - ti. lakonsko odgovarjanje. Erasti so bili odgovorni za dejanja svojih varovancev in bili so kaznovani, če so le-ti naredili kakšno neumnost.
Likurg naj bi bil zelo blag in toleranten, prav tako pa se tudi, ko je bil deležen slabega govora, nikoli ni odzval jezno. Prav tako je vedno zelo trdo delal in bil izjemno preprost (to so lastnosti, ki so jih drugi Grki zavidali Špartancem). Tako je bil nekako oče vseh vrlin, ki so jih Špartanci prikazovali še po Likurgovi smrti.

## Običaji v Šparti

### Red pri skupnih obedih
Shajali so se v skupinah po okoli 15 ljudi. Vsak je mesečno prispeval mernik ječmenove moke, osem vrčev (vrč je 3,25l) vina, pet min sira, dve mini in pol smokev in nekaj denarja za meso. Poleg tega je vsak po uspešnem lovu ali po prvi žetvi še kaj dodal. Glede skupnih obedov in prispevkov so bili zelo strogi. Kralj Agis naj bi po vojni z Atenci želel jesti sam z ženo, a mu tega niso pustili. Ko kasneje ni nič prispeval k obedu, so ga denarno kaznovali. Na skupne obede so hodili tudi mlajši fantje, ki so tam poslušali politične debate in druge raznorazne svobodomiselne pogovore. Ko se je kdo želel prvič pridružiti skupnemu obedu, so se morali vsi strinjati z njegovo prisotnostjo. Glasovali so tako, da mu je strežaj nesel posodo, v katero so metali koščke kruha. Če je bil en sam kos močno stisnjen, se novi član ni smel pridružiti.

### Poroke
Poroke so bile v Šparti praktično obvezne, rojevanje otrok pa prav tako. Neporočeni in ljudje brez otrok so bili v družbi zasmehovani. Poroke so potekale tako, da je družica ugrabila dekle, jo obrila in preoblekla v moško obleko ter jo odnesla k ženinu. Dekle je nato ostalo zaprto v sobi, medtem ko se je ženin zabaval z drugimi. Zgodilo se je tudi, da so moški imeli otroke še preden so svojo ženo videli ob svetlobi. Likurg otrok ni štel kot last staršev, ampak kot last države. Na to je gledal kot na parjenje in izdelovanje najboljših možnih potomcev – zato so si starci lahko zagotovili otroka tako, da so poiskali imenitnega mladeniča, ki je oplodil njihovo lepo ženo. Tega otroka so nato vzgajali kot svojega. Prešuštvo je bilo kljub temu prepovedano.

### Prosti čas
Špartanska vzgoja je trajala prav do odraslosti. V mestih so imeli ljudje poseben režim življenja in preživljanja časa, saj so menili, da so last domovine. Če niso bili zadolženi za nič drugega, so ves čas nadzirali dečke in jih poučevali, ali pa se sami kaj učili od starejših. Prav zaradi Likurga so imeli Špartanci ogromno prostega časa, saj jim ni bilo dovoljeno, da bi se učili kakšne rokodelske umetnosti, prav tako pa tudi ni bilo potrebe po napornem zbiranju denarja, saj ta v ostalih ni zbujal prav nobene zavisti ali užival kakršnegakoli ugleda. Zato tudi ni bilo potrebe po sodstvu, saj ni nikogar v nič gnal pohlep, ker so vsi živeli v enakih pogojih - skromno in lagodno.

### Debatiranje
Špartanci niso pogosto prihajali na trg oziroma se tam zadrževali, saj je to veljalo za nekaj sramotnega. Raje so svoj prosti čas preživljali ob debatah, kar je odobraval tudi Likurg. Debatirali so večinoma o plemenitih dejanjih in grajali sramotna ravnanja, večinoma tako, da so se zraven zabavali. S tem je Likurg Špartance navajal na skupno življenje ter jih še tesneje povezoval kot eno skupnost.

### Pogrebi
Likurg je v Šparti uredil tudi pogrebe in vse povezano z njimi. Izkoreninil je praznoverje, pokojnike pa je dovolil pokopavati tudi v mestih oziroma spomenike postavljati blizu svetišč. S tem je poskušal mlade navaditi na smrt. Skupaj z mrliči ni dovolil pokopati ničesar – pokopali so le truplo, zavito v škrlatno obleko in olivne liste. Na grob ni bilo dovoljeno zapisati imena pokopanega, razen če je bil le-ta vojna žrtev, oziroma ženska, ki je umrla kot svečenica. Za žalovanje je Likurg sorodnikom in prijateljem namenil enajst dni, dvanajsti dan pa se je žalovanje prenehalo.

## Legenda
Ko so se vsi njegovi zakoni ukoreninili v špartanski družbi, je zbral vse špartance na ljudski skupščini. Ker si je želel, da v njegovi zakonodaji ne bi ničesar spremenili, je ljudstvu dejal, da jim najpomembnejše stvari še ni razkril in zato ne smejo ničesar spreminjati, dokler ne dobi nasveta od delfskega boga. Ko so mu vsi prisegli, da bodo vztrajali pri njegovi zakonodaji, dokler se ne vrne iz Delfov, se je odpravil na pot. V Delfih naj bi mu bog odgovoril, da so njegovi zakoni dobri, in Likurg je to prerokbo poslal nazaj v Šparto. Sam pa se ni nikdar vrnil, saj je želel končati svoje življenje. Ker je menil, da mora biti njegova smrt vzor kreposti, je stradal do smrti. Tudi zanj pa je bila ta smrt izpopolnitev sreče, saj po njej Špartanci niso smeli spremeniti državne ustave, ker se sam nikoli ni vrnil v Šparto. Tako se je država teh zakonov držala 500 let.

## Upodobitve
Likurg ima po svetu mnogo svojih kipov, predvsem v sodiščih in vladnih stavbah zaradi svojih zaslug na področju zakonodaje. Eden njegovih kipov stoji v sodišču v Bruslju, kjer ga je upodobil belgijski kipar Pierre Armand Cattier. Upodobljen je tudi na freski v steni Vrhovnega sodišča Združenih držav Amerike in na marmornatem reliefu v sobani Predstavniškega doma ZDA, kjer je Carl Paul Jennewein upodobil 23 zakonodajalcev. Likurg ima svoj kip tudi v Šparti. Upodobljen pa je tudi na mnogih slikah znanih slikarjev. Jacques Louis David in Merry Joseph Blondel sta ga upodobila v novoklasicističnem slogu.